# Franekervaart

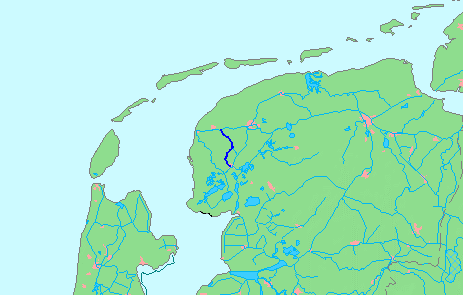
Verlauf der Franekervaart

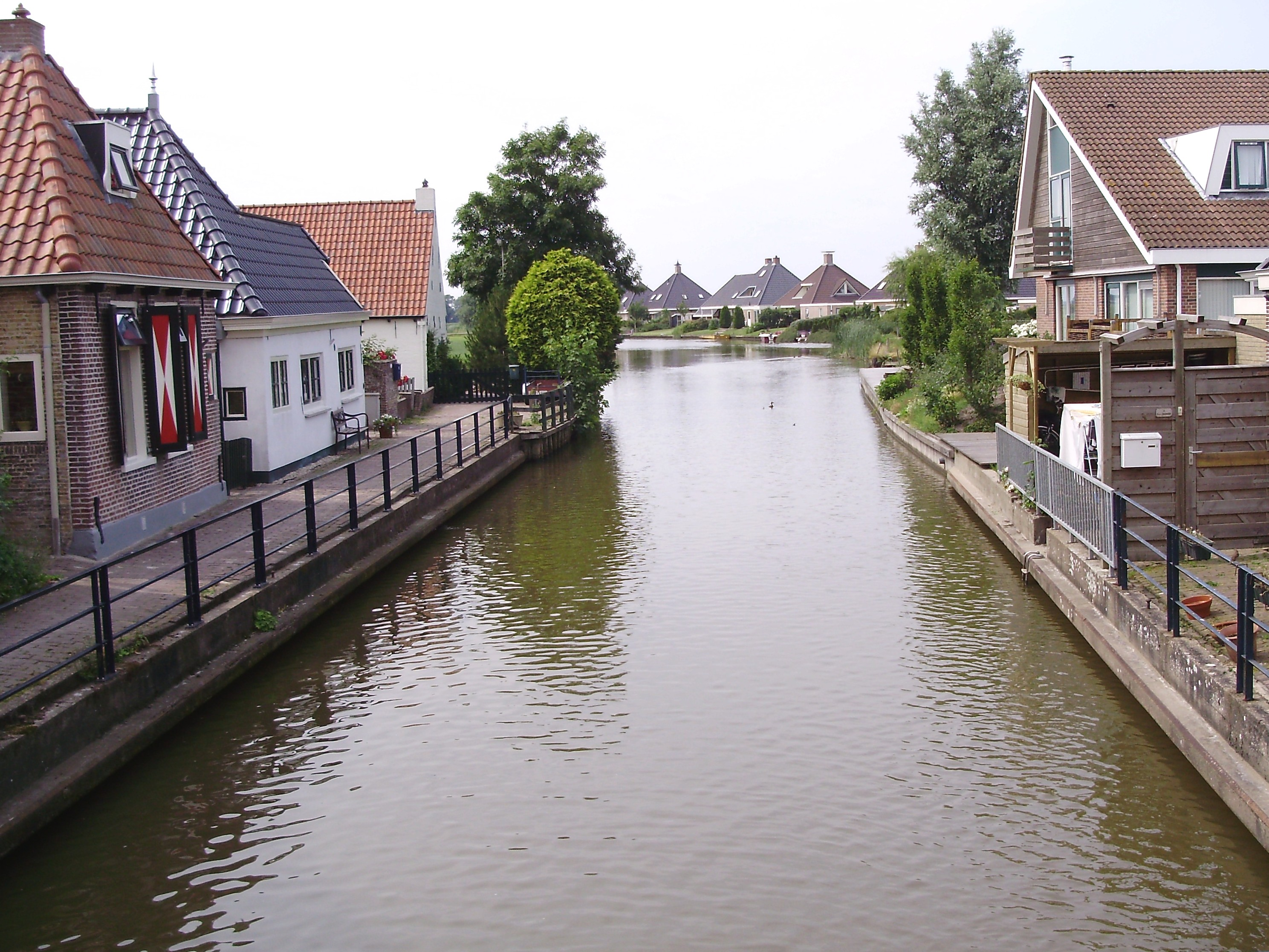
Franekervaart in Winsum

Die Franekervaart (westfriesisch Frjentsjerter Feart) ist eine kanalisierte Wasserstraße in der niederländischen Provinz Friesland. Die Franekervaart verbindet die Städte Franeker und Sneek und verläuft entlang den Orten Rien, Tierns, Welsrijp und Winsum. Gegenwärtig gibt es Bestrebungen, um den friesischen Namen als offiziellen Namen zu benutzen.